# Heidenheim an der Brenz
Heidenheim an der Brenz je velké okresní město na východě země Bádensko-Württembersko na hranici s Bavorskem, asi 17 km jižně od Aalen a 33 km severně od Ulmu. Je to krajské město a největší město okresu Heidenheim a Aalen a Schwäbisch Gmünd, a také třetí největší město v regionu Východní Württembersko.

## Osobnosti

### Rodáci
- Erwin Rommel (1891–1944), polní maršál, otec Manfreda Rommela
- Walter Kasper (* 1933), římskokatolický biskup, teolog a kardinál, odborník na vztahy křesťanů a židů, bývalý předseda Papežské rady pro jednotu křesťanů
- Horst Blankenburg (* 1947), fotbalista, v sedmdesátých letech 20. století hráč Ajaxu Amsterdam
- Gerhard Thiele (* 1953), astronaut
- Arnd Schmitt (* 1965), šermíř, olympijský vítěz
- Ralf Bißdorf (* 1971), šermíř
- Ufuk Budak (* 1990), fotbalista, reprezentant Ázerbájdžánu

### Lidé, kteří ve městě pracovali a žili

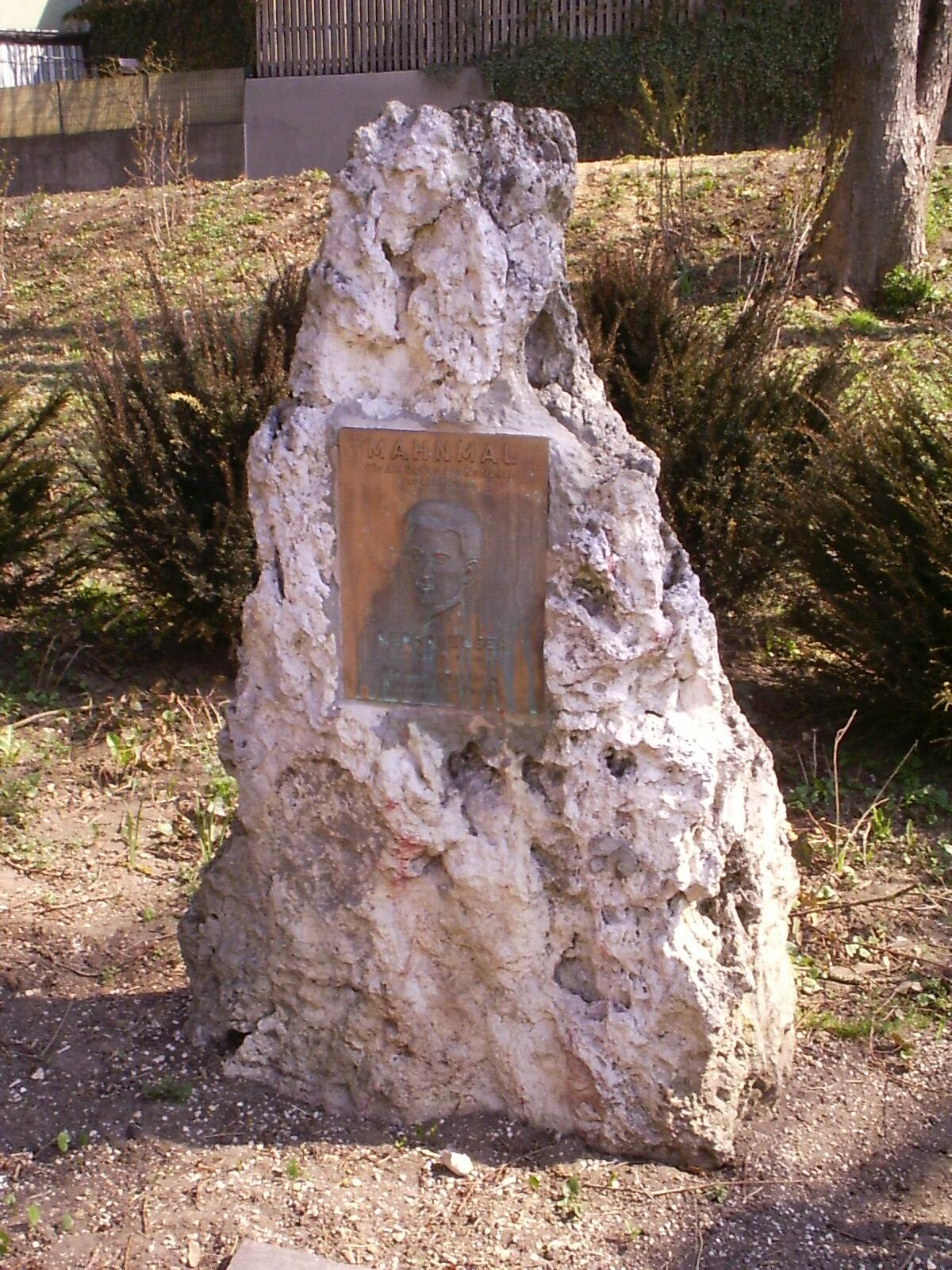
Památník Georga Elsera v městské části Schnaitheim

- Georg Elser (4. ledna 1903, Hermaringen – 9. dubna 1945, zavražděn Dachau), několik let v Heidenheimu žil a pracoval, v roce 1939 provedl neúspěšný atentát na Adolfa Hitlera v mnichovské Bürgerbräukeller.